# Kanton Le Puy-en-Velay-Nord
Le Puy-en-Velay-Nord is een voormalig kanton van het Franse departement Haute-Loire. Het kanton maakte deel uit van het arrondissement Le Puy-en-Velay. Het werd opgeheven door het decreet van 17 februari 2014, met uitwerking op 22 maart 2015.

## Gemeenten
Het kanton Le Puy-en-Velay-Nord omvatte de volgende gemeenten:
- Aiguilhe
- Chadrac
- Chaspinhac
- Malrevers
- Le Monteil
- Polignac
- Le Puy-en-Velay (deels, hoofdplaats)